# Arszak Petrosjan
Arszak Bagrati Petrosjan, orm. Արշակ Բագրատի Պետրոսյան (ur. 16 grudnia 1953 w Erywaniu) – ormiański szachista i trener szachowy (FIDE Senior Trainer od 2004), arcymistrz od 1984 roku.

## Kariera szachowa
W 1970 r. podzielił II m. w turnieju juniorów rozegranym w Schilde. W 1974 i 1976 r. dwukrotnie zwyciężał w mistrzostwach Armeńskiej Socjalistycznej Republiki Radzieckiej. Znaczące sukcesy międzynarodowe zaczął odnosić na początku lat 80. XX wieku. W 1980 r. podzielił I m. (wspólnie z Witalijem Cieszkowskim, m.in. przed Olegiem Romaniszynem, Michaiłem Talem i Rafaelem Waganjanem) w Erywaniu oraz zwyciężył w Albenie, w 1981 r, zajął III m. (za Olegiem Romaniszynem i Michaiłem Talem, m.in. przed Aleksandrem Bielawskim) we Lwowie oraz podzielił I-III m. w Bagneux, w 1983 r. podzielił I m. (wspólnie z Janem Plachetką i Siergiejem Makaryczewem) w Nowym Sadzie oraz podzielił II-III m. w Bagneux, w 1984 r. zwyciężył w kolejnym turnieju w Erywaniu (wyprzedzając m.in. Nigela Shorta i Symbata Lyputiana), natomiast w 1987 r. podzielił II m. w Budapeszcie.
Po rozpadzie Związku Radzieckiego należał do ścisłej czołówki ormiańskich szachistów. W 1993 r. wystąpił w reprezentacji kraju na drużynowych mistrzostwach świata, w 1992 i 1996 r. – na szachowych olimpiadach (w 1992 r. zdobywając wspólnie z drużyną brązowy medal), a w 1999 r. – na drużynowych mistrzostwach Europy (zdobywając drużynowy złoty medal). W latach 90. odniósł również kolejne sukcesy indywidualne, m.in.: I m. w Ptuju (1993), dz. III m. we Lwowie (1995, za Andrijem Maksymenką i Dorianem Rogozenko, wspólnie z Adrianem Michalczyszynem), dz. I m. w Dortmundzie (1995, turniej open, wspólnie z Siergiejem Smaginem i Jozsefem Pinterem), II m. w Dortmundzie (1998, za Adrianem Michalczyszynem), dz. I m. w Ptuju (1998, wspólnie z Rado Brglezem) oraz dz. II m. w Dortmundzie (2000, za Eckhardem Schmittdielem, wspólnie z Arkadijem Naiditschem i Zoltanem Vargą).
Najwyższy ranking w karierze osiągnął 1 lipca 1999 r., z wynikiem 2514 punktów zajmował wówczas 10. miejsce wśród ormiańskich szachistów. Od 2000 r. nie uczestniczy w turniejach klasyfikowanych przez Międzynarodową Federację Szachową.
Arszak Petrosjan jest teściem i trenerem czołowego szachisty świata, Petera Leko. Od 2004 r. posiada najwyższy trenerski tytuł, FIDE Senior Trainer. W 2006 r. był trenerem narodowej drużyny Armenii, która w Turynie zdobyła złote olimpijskie medale.